# Pesqueira, Brasilien
Pesqueira är en ort i Brasilien.   Den ligger i kommunen Pesqueira och delstaten Pernambuco, i den östra delen av landet, 1 500 km nordost om huvudstaden Brasília. Pesqueira ligger 655 meter över havet och antalet invånare är 41 896.
Terrängen runt Pesqueira är kuperad åt nordväst, men åt sydost är den platt. Det finns inga andra samhällen i närheten.
Omgivningarna runt Pesqueira är huvudsakligen savann. Runt Pesqueira är det ganska tätbefolkat, med 116 invånare per kvadratkilometer.